# Carabodes nepos
Carabodes nepos är en spindeldjursart som beskrevs av Hull 1914. Carabodes nepos ingår i släktet Carabodes, och familjen Carabodidae. Arten är reproducerande i Sverige.